# Сонаты и интерлюдии

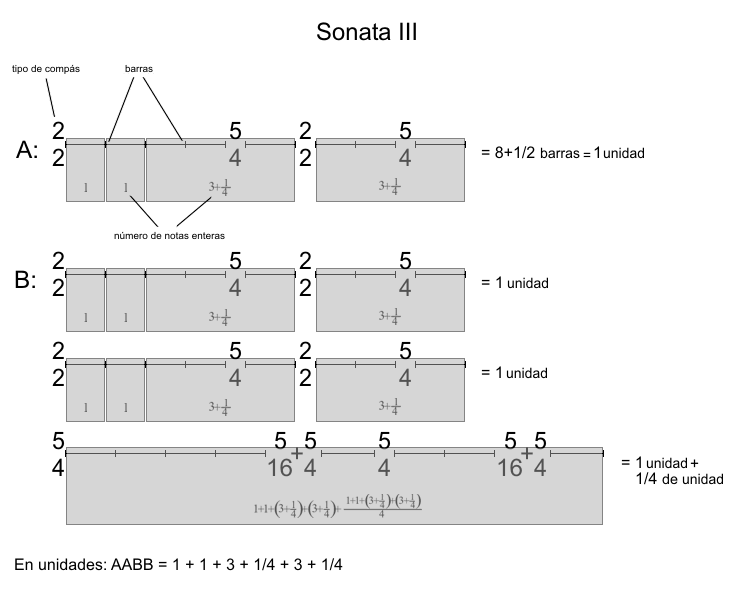
Ритмические пропорции сонаты № 3

«Сонаты и интерлюдии» (англ. Sonatas and Interludes) ― произведение Джона Кейджа для подготовленного фортепиано, написанное в период с 1946 по 1948 год. Произведение посвящено пианистке Маро Аджемян. Первое (неполное) исполнение «Сонат и интерлюдий» состоялось 14 апреля 1946 года. Продолжительность «Сонат и интерлюдий» — около 70 минут.

## Структура
«Сонаты и интерлюдии» включают в себя шестнадцать сонат и четыре интерлюдии. Все сонаты сгруппированы по четыре; между каждой группой из 4-х сонат есть одна либо две интерлюдии. Произведение имеет следующую последовательность частей:
- Сонаты I—IV
- Первая интерлюдия
- Сонаты V—VIII
- Вторая и третья интерлюдии
- Сонаты IX—XII
- Четвертая интерлюдия
- Сонаты XIII—XVI